# Marzena Górszczyk-Kęcik
Marzena Julia Górszczyk-Kęcik (ur. 4 lutego 1945 w Teheranie, zm. 18 lipca 1999 w Warszawie) – polska działaczka społeczna, uczestniczka opozycji demokratycznej w PRL.

## Życiorys
Córka aktywistów ludowych Wandy Ferens i Mikołaja Jerzego Górszczyka, którzy działali na marginesie oficjalnego życia politycznego PRL. Ukończyła polonistykę i etnografię na Uniwersytecie Warszawskim. Po studiach pracowała w Polskiej Akademii Nauk w zespole dialektologicznego słownika Warmii i Mazur.
Pod koniec lat 60. rozpoczęła działalność w radykalnej organizacji antykomunistycznej Ruch. Tu poznała swojego przyszłego męża, Wiesława Kęcika. Po rozbiciu organizacji przez Służbę Bezpieczeństwa trafiła do więzienia na półtora roku.
Od 1976 współpracowała z Komitetem Obrony Robotników (KOR). Zorganizowała również i prowadziła Uniwersytet Ludowy w Zbroszy Dużej, szkolący działających na wsi instruktorów oświatowo-kulturalnych.
Od kwietnia 1979 współredagowała „Placówkę”, ukazujące się w drugim obiegu pismo dla wsi, tworzone m.in. przez działaczy chłopskich skupionych w komitetach samoobrony chłopskiej. W czerwcu weszła w skład stworzonego przez środowisko KSS KOR Ośrodka Myśli Ludowej. Od 1980 r. wspólnie z mężem wydawała „Solidarność wiejską” – pismo Rolników Indywidualnych, w 1981 stworzyła Niezależne Wydawnictwo Chłopskie. Jej dom przy ul. Gimnastycznej w Warszawie był ogólnopolskim punktem kontaktowym tworzącej się Solidarności Rolników Indywidualnych.
Internowana po wprowadzeniu stanu wojennego, w 1985 wyjechała do Szwecji. W czasie emigracji organizowała pomoc dla kraju – przy jej udziale powstała w Polsce Fundacja Aktywnej Rehabilitacji.
Po powrocie do Polski w 1991, na prośbę arcybiskupa Ignacego Tokarczuka, współtworzyła ośrodek pojednania polsko-ukraińskiego w Jarosławiu. Założyła także Towarzystwo Umiejętności Społecznych imienia św. Rafała Kalinowskiego. W jego ramach, w porozumieniu z biskupem Romanem Andrzejewskim, krajowym duszpasterzem rolników, zaprojektowała modelowy Uniwersytet Ludowy – jednoroczną szkołę z internatem, kształcącą liderów społecznych dla środowisk wiejskich.
Postanowieniem z dnia 11 listopada 2006 r. prezydenta Lecha Kaczyńskiego została pośmiertnie odznaczona Krzyżem Oficerskim Orderu Odrodzenia Polski. W 2021 odznaczona pośmiertnie Krzyżem Wolności i Solidarności.